# Zakochani (film 2004)
Zakochani (hindi Hum Tum / हम तुम, urdu ہم تم) – indyjski komediodramat miłosny z 2004 roku. Reżyserem filmu jest Kunal Kohli, autor Fanaa i Czy chcesz być moim przyjacielem?, a producentami Aditya Chopra i Yash Chopra. W rolach głównych wystąpili Rani Mukherjee (Nagroda Filmfare dla Najlepszej Aktorki) i Saif Ali Khan (Nagroda Filmfare dla Najlepszego Aktora Komediowego). Tematem filmu jest przypadek, który co pewien czas łączy mężczyznę i kobietę sprzyjając rosnącej przyjaźni, a z czasem i miłości. Inspiracją do filmu był hollywoodzki komediodramat miłosny Kiedy Harry poznał Sally (1989).
Film wzbogacony jest o animowane sekwencje z udziałem tytułowych, rysunkowych postaci chłopca „Hum” i dziewczynki „Tum”.

## Fabuła
Karan Kapoor (Saif Ali Khan) wyjeżdża na studia do Ameryki. W samolocie siada obok Rhei Prakash (Rani Mukherjee). 6-godzinna przerwa w locie jest okazją do lepszego poznania się. Wędrując przez Amsterdam droczą się, śmieją, są coraz bardziej ciekawi siebie. Karan zastanawia się, co ich czeka w przyszłości. Niefortunny pocałunek zraża Rheę do niego. Odchodzi rozgniewana nie chcąc go więcej widzieć. Mija 6 miesięcy. Karan i Rhea spotykają się przypadkiem w nowojorskim parku. I tym razem Karan nie ma szczęścia. Rhea opowiada towarzyszącej mu dziewczynie o jego podrywach szydząc z niego. Mija kilka lat. Karan w Delhi pomaga swojej mamie w zorganizowaniu przyjęcia weselnego. Panną młodą okazuje się być Rhea. Karan ze smutkiem patrzy na nią, jak w stroju panny młodej nachyla szyję przy zawiązywaniu naszyjnika ślubnego.

## Obsada
- Saif Ali Khan – Karan Kapoor
- Rani Mukherjee – Rhea Prakash
- Kirron Kher – Parminder Prakash (Bobby)
- Rati Agnihotri – Anju Kapoor, matka Karana
- Rishi Kapoor – Arjun Kapoor
- Jimmy Shergill – Mihir Vora (gościnnie)
- Abhishek Bachchan – Sameer (gościnnie)
- Isha Koppikar – Diana Fernandez (gościnnie)
- Shenaz Treasurywala – Shalini (gościnnie)

## Nagrody

### 2005National Film Awards
- National Film Award dla Najlepszego Aktora – Saif Ali Khan

### 2005Nagrody Filmfare
- Best Director – Kunal Kohli
- Nagroda Filmfare dla Najlepszej Aktorki – Rani Mukerji
- Nagroda Filmfare dla Najlepszego Aktora Komediowego – Saif Ali Khan
- Nagroda Filmfare za Najlepszy Playback Kobiecy – Alka Yagnik
- Nagroda Filmfare za Najlepszą Scenę Roku

## Piosenki
Muzykę do filmu skomponował duet Jatin-Lalit.
- Ladki Kyon
- Chak De
- Hum Tum
- Gore Gore
- Yaara Yaara
- U n I (Mere Dil Vich Hum Tum)